# Turmion Kätilöt
Turmion Kätilöt (буквално преведено от фински: „акушерки на разрушението“) е финландска индъстриъл метъл група, основана през 2003 г. от MC Raaka Pee и DJ Vastapallo.

## История
Групата се състои от 6 члена: MC Raaka Pee, Vastapallo, Spellgoth (който също е вокалист на Trollheim's Grott, финландска индъстриъл/блек метъл група), Master Bates, RunQ and DQ. Всъщност DJ Vastapallo и MC Raaka P правят музиката заедно, а останалата част от групата взема участие в концерти на живо. Групата има договор със Spinefarm Records (и по-специално Ranka Recordings) и техният втори дълготраен албум излиза на 29 март 2006 г.
Групата има проблеми със Spinefarm Records относно доходите от албумите им. Поради съперничеството им Turmion Kätilöt започват съдебен процес срещу Spinefarm Records. Докато тече делото, новият им албум, U.S.C.H.!, излиза за свободно изтегляне на 11 юни 2008. Сингълът от този албум, Minä määrään (Аз господствам) също излиза безплатно на 21 май.
На 9 март групата публикува изявление на своя уебсайт, в което изяснява, че споровете между групата и тяхната бивша звукозаписна компания Spinefarm Records са решени, но заявява, че условията на споразумението не може да се обсъжда по-нататък. U.S.C.H.! е пуснат на пазара физически на 20 май 2009 г., като включва две бонус парчета.
На 7 декември 2012 г. водещият вокалист Турунен получава инсулт. Групата влиза в кратък застой, но се връща на сцена на 22 същия месец. През януари 2013 г. групата разкрива, че новият им албум ще излезе есента. На 4 април 2013 г. издават нов сингъл, озаглавен Jalopiina в две различни форми: като закупваем физически сингъл или за свободно сваляне от сайта им. Албумът Technodiktator излиза на пазара официално на 27 септември 2013 г.
През януари 2017 г. Turmion Kätilöt съобщават във Facebook профила си, че многогодишният член на групата Spellgoth ги напуска.

## Дискография

### Албуми
- Hoitovirhe (2004)
- Pirun nyrkki (2006)
- U.S.C.H! (2008)
- Perstechnique (2011)
- Technodiktator (2013)
- Diskovibrator (2015)
- Dance Panique (2017)
- Universal Satan (2018)
- Global Warning (2020)

### EP
- Niuva 20 (2005)

### Сборни албуми
- Mitä Näitä Nyt Oli (2012)